# Ochropepla punctum
Ochropepla punctum är en insektsart som beskrevs av Leon Fairmaire 1846. Ochropepla punctum ingår i släktet Ochropepla och familjen hornstritar. Inga underarter finns listade i Catalogue of Life.